# 新田次郎
新田 次郎（にった じろう、本名：藤原 寛人（ふじわら ひろと）、1912年6月6日 - 1980年2月15日）は、日本の小説家、気象学者。無線電信講習所（現在の電気通信大学）卒業。
中央気象台に勤めるかたわら執筆。山を舞台に自然対人間をテーマとする、山岳小説の分野を開拓した。『強力伝』(1955年)で直木賞受賞。作品に『孤高の人』(1969年)、『八甲田山死の彷徨』(1971年)などがある。

## 来歴・人物
長野県諏訪郡上諏訪町角間新田（かくましんでん）（現在の諏訪市上諏訪角間新田）に藤原彦、りゑの次男として生まれる。ペンネームは“新田の次男坊”から（「しんでん」を「にった」と読み替え）。
旧制諏訪中学校（現在の長野県諏訪清陵高等学校）・無線電信講習所本科（現在の電気通信大学の母体）・神田電機学校（現在の東京電機大学の母体）卒業。
気象庁職員として富士山気象レーダー建設などに携わる傍らで作家活動を行い、『八甲田山死の彷徨』など山岳小説の分野を拓く。登山好きの今上天皇が愛読する作家として知られる。
1956年（昭和31年）『強力伝』で直木賞、1974年『武田信玄』等で吉川英治文学賞受賞。

## 親族

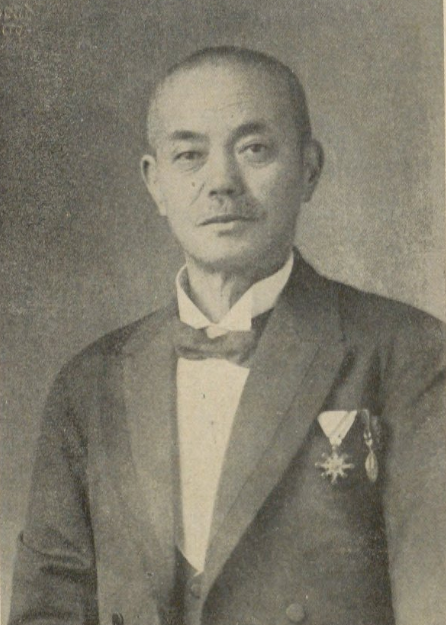
祖父の藤原光蔵。上諏訪町長。

伯父（父の兄）に気象学者藤原咲平。妻ていは作家。次男正彦は数学者・エッセイスト。長女の咲子も、家族を書いた小説を発表している。ベーシストの村井研次郎は孫にあたる。父方のいとこ（叔母の長男）に、ハリウッド化粧品創業者の牛山清人。1880年（明治13年）創業で現在も続く新橋のすき焼き専門店「今朝（いまあさ）」は親戚で、父方の祖母ふくの弟・藤森勝三郎が初代（従兄）の養子となって跡を継いだ。

## 略歴
- 1932年 - 中央気象台（現：気象庁）に入庁。富士山観測所に配属
- 1935年 - 電機学校（現・東京電機大学）卒業
- 1939年 - 兩角（もろすみ）ていと結婚
- 1940年 - 中央気象台布佐気象送信所に転勤。長男・藤原正広誕生
- 1942年 - 中央気象台母島測候所建設に工事担当官として赴く
- 1943年 - 満州国観象台（中央気象台）に、高層気象課長として転職。次男・正彦誕生
- 1945年 - 長女咲子誕生。新京にてソ連軍の捕虜となり、中国共産党軍にて一年間の抑留生活を送る。

この時期の、家族の引き揚げの体験を妻・ていが『流れる星は生きている』として作品化した（刊行は1949年）。
- 1946年 - 帰国。中央気象台に復職
- 1948年ごろ - 中学時代の友人のすすめで、長編少年科学小説「超成層圏の秘密」を執筆して玉川学園出版部に持ち込みするが出版にいたらず、原稿も行方不明になる[5]。また、短編少年科学小説「狐火」を執筆して各社にもちこみするが、やはり出版にいたらず、原稿は行方不明に[6]。
- 1951年 - サンデー毎日第41回大衆文芸（サンデー毎日創刊30年記念百万円懸賞小説[7]）に「強力伝」を応募、現代の部一等に輝き作家活動をはじめる。丹羽文雄主催の『文学者』の同人になる。
- 1952年 - 東京都武蔵野市に転居
- 1955年 - 「山犬伝」でサンデー毎日第47回大衆文芸賞を再度、受賞[8]。無線ロボット雨量計の発明により、運輸大臣賞を受賞[9]。同年、「孤島」でサンデー毎日三十周年記念大衆文芸賞で一等入選となる[10]。
- 1956年-  『強力伝』にて、第34回直木三十五賞を受賞。村上元三の紹介で新鷹会に参加するが、職務の都合で合評会に参加できないため、のちに退会[11]。
- 1961年 - 気象庁観測部測器課の気象測器調査のため、3ヶ月渡欧
- 1963年 - 1965年 - 気象庁観測部測器課補佐官・高層気象観測課長・測器課長として、富士山気象レーダー建設責任者となり、建設を成功させる
- 1966年 - 気象庁観測部測器課長を最後に依願退職
- 1974年 - 『武田信玄』などの執筆活動に対し、吉川英治文学賞受賞
- 1979年 - 紫綬褒章受章
- 1980年2月15日 - 心筋梗塞のため武蔵野市の自宅にて午前8時半頃に急死。正五位勲四等旭日小綬章。戒名は誓岳院殿文誉新田浄寛清居士[12]。菩提は長野県諏訪市の正願寺。

## エピソード
初めての小説は、1942年から1945年の間に書かれたと思われる、藤原廣の筆名の自伝小説『山羊』で原稿用紙7枚。内容は、半生を振り返り抑留生活の辛さと、今後作家として活動していきたいという決意の表明となっている。
帰国後は、伯父の咲平（気象の第一人者）が公職追放されるなど気象台自体が組織として混乱しており、気象台はバラック立てで隙間風が吹き抜ける状態で、給与も微々たる物で大変な困窮ぶりであった。手始めにアルバイトとして、教科書の気象関係の執筆を引き受けた。このころ、ジュブナイル小説『超成層圏の秘密』『狐火』などを著したが、刊行はされなかった。1949年に、妻・ていの書いた『流れる星は生きている』がベストセラーになり映画化もされ、とても生活が助かったため、さらに、作家活動を考えるようになる。
気象職員として最も知られている仕事に、富士山気象レーダー建設がある。これには、1959年の伊勢湾台風による被害の甚大さから、広範囲の雨雲を察知できるレーダー施設の設置要請を受け、無線ロボット雨量計で運輸大臣賞を受賞するなど、気象測量機の第一人者にして高山気象研究の専門として携わった。富士山気象レーダーは当時世界最高（高度）・世界最大であったため、同レーダーの完成後はそのノウハウを国際連合の気象学会で説明するなどの公務に明け暮れた。この時の体験を基にして書いた作品が、小説『富士山頂』である。小説の解説が、会計検査院の定期誌「会計と監査」に題材として連載された。またこの工事に関しては、NHKの『プロジェクトX〜挑戦者たち〜』第1回で取り上げられた。
1966年3月31日、文筆一本に絞るため気象庁を退職したが、この決意に至るまで、果たして作家業だけで食べてゆけるのか、6年後の定年まで待つべきか、など大変懊悩したという。また、退職に際しては気象庁から繰り返し強い慰留を受けたという。
新田の小説は緻密で、小説構成表（年表のように縦軸と横軸を設定し、人物の流れを時系列に当てはめたもの）を先に作成してから執筆に取り掛かっていた。司馬遼太郎が新聞記者であった頃原稿執筆を依頼しに行ったが、依頼を受けることができない理由として勤務時間・執筆時間・病気になる可能性などをしっかりと並べて断ったと言われる。山岳小説、時代小説を問わず、現地取材を欠かすことはなかった。
映画化された『八甲田山死の彷徨』や『聖職の碑』などに見るように、新田次郎の山岳や気象、地形に関するリアルな筆致は、他の作家の追随を許さない。また、大学山岳部関係者主体で極地法を重視した日本山岳会とは一線を画し、社会人を主体とするプロのクライマーを糾合して尖鋭的登山によるヒマラヤ8000メートル峰登頂をめざした第2次RCCに賛同し、マッターホルン北壁日本人初登頂の芳野満彦をモデルにした小説『栄光の岩壁』、アイガー北壁に挑んだ2人の日本人登山家の実名小説『アイガー北壁』を書くなど登山家との交流もあり、いわゆる「山岳小説家」の代表とされる。しかし、新田自身はそう呼ばれることを大変嫌っていた。むしろ歴史小説である『武田信玄』を最も気に入っており、続編である『武田勝頼』、さらには続々編『大久保長安』を執筆するほどの入れ込みようであったが、その執筆中に亡くなった。夫人のていも、自分の健康を顧みないほどの執筆態度をかなり心配していたが、不幸にも予感が的中した事になる。またNHK大河ドラマで映像化される事を熱望していたが、生前に実現を見る事ができなかった。
彼の作品は山岳小説をはじめとする「夢と挑戦」をコンセプトにしているが、題材として、歴史上の人物や科学者や技術者、また強い意志で道を切り開いた人物を描いた人物伝・公害やリゾート開発などに伴う問題を取り上げた作品・海外での経験を生かした作品・科学者としての作品などを多彩にとった。ビーナスラインと旧御射山遺跡に関して『霧の子孫たち』（旧制諏訪中学の一級先輩で考古学者の藤森栄一がモデル）に反対を示したことは、自然保護運動を盛り上げさせる契機となった。

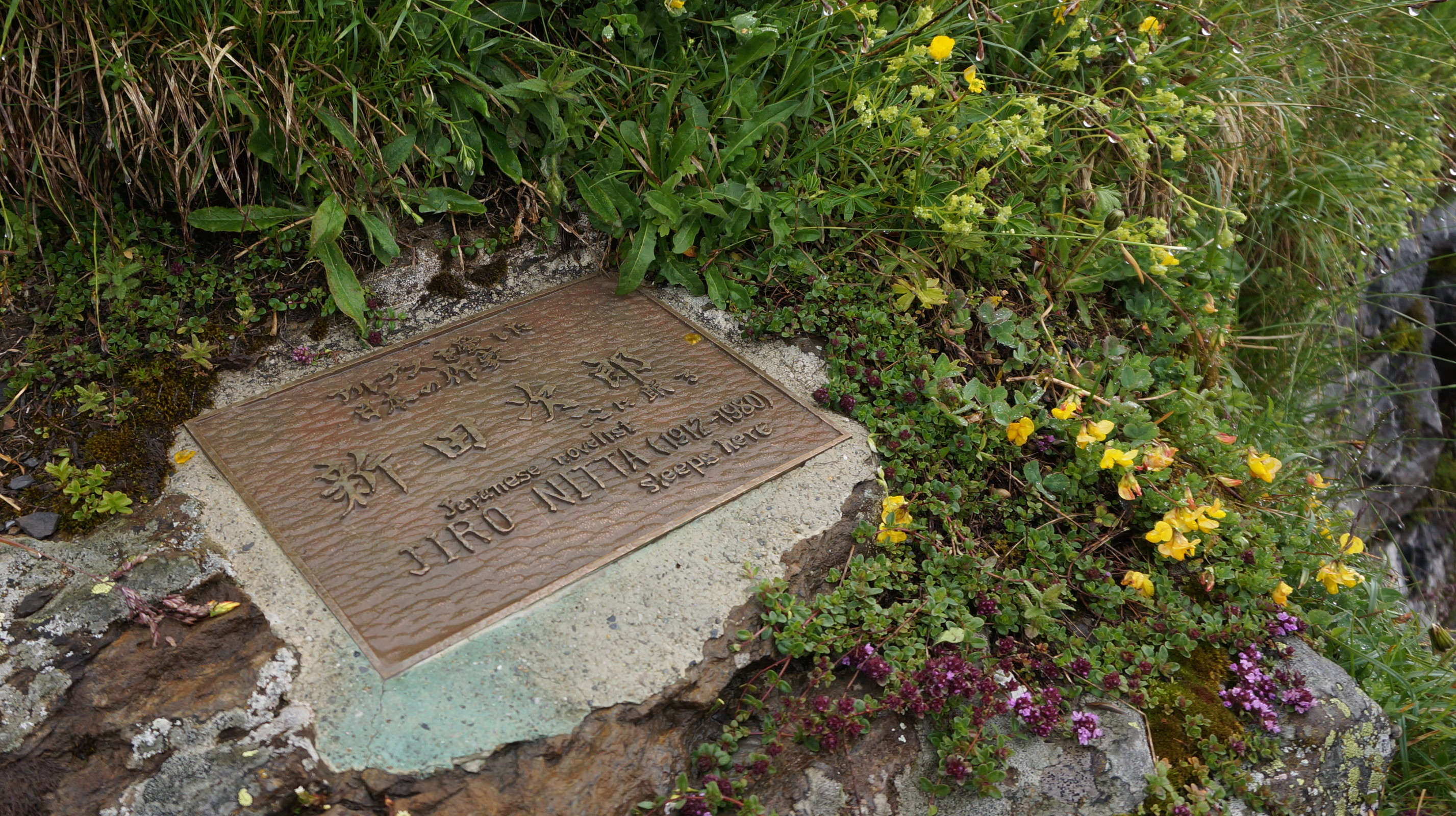
新田次郎記念碑（クライネシャイデック）

新田の急逝後には、スイス・ユングフラウ地方の自然を愛し何度も訪れていた思いを受け、アイガー、メンヒ、ユングフラウ三山を望むクライネ・シャイデック駅の裏手の丘に、墓碑（記念碑）が作られた。
諏訪市図書館の2階には、新田次郎記念室というコーナーが設けられており、取材で山に登った時の遺品や、本人や家族の著作や蔵書が常設展示されている。生前の書斎も再現されている。
また「お天気博士」として親しまれた、おじの藤原咲平記念室も併設されており、蔵書を中心に胸像・遺品・墨蹟などが常設展示されている。

## 作品一覧

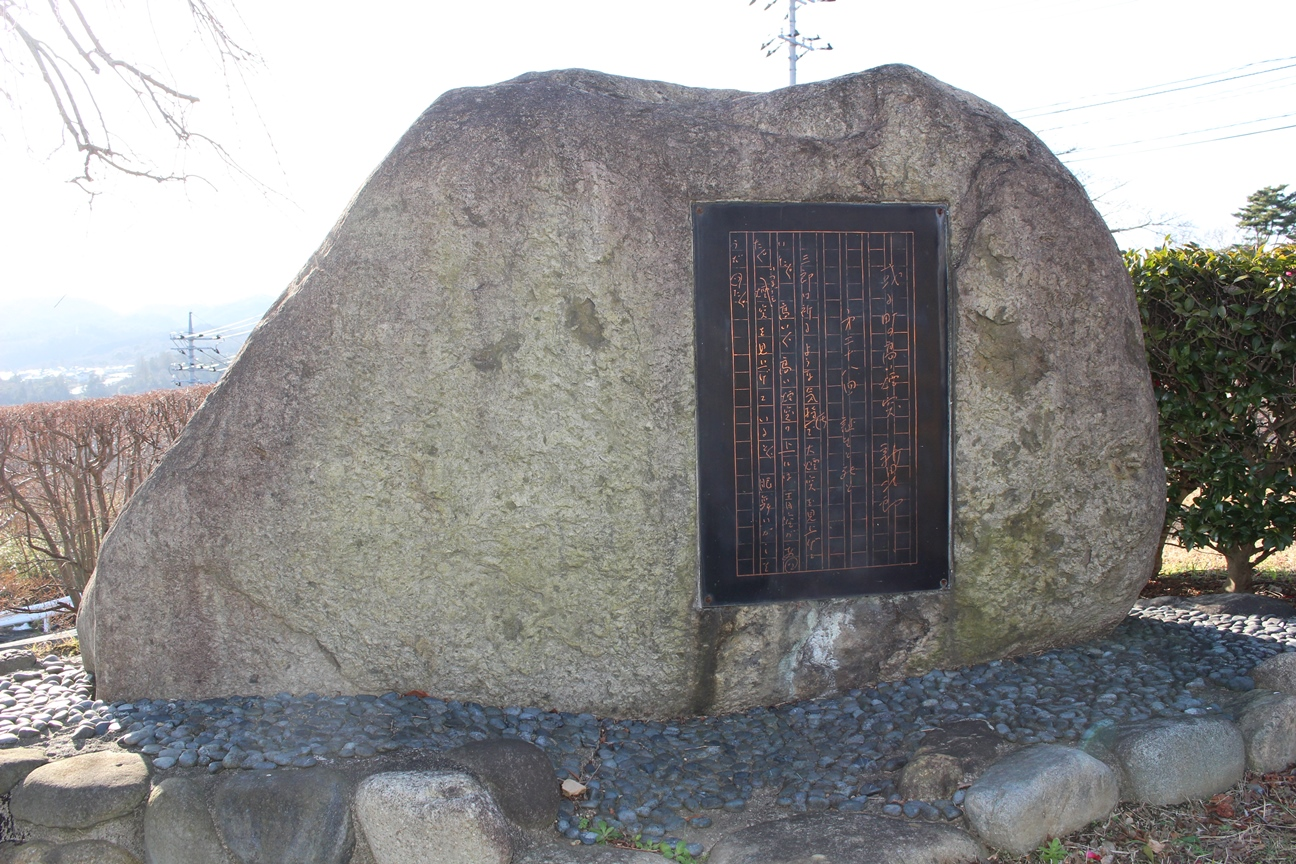
新田次郎文学碑（日立市）『ある町の高い煙突』の一節が刻まれている。

- 『強力伝』朋文堂 旅装新書 1955
「凍傷」,「强力傳」,「山犬物語」収録
- 『孤島 他四篇』光和堂 1956
「孤島」「おとし穴」「人工降雨術」「八甲田山」「迷走台風」収録
- 『氷原・鳥人伝』新潮社(小説文庫) 1956
「氷原」,「先導者」,「失踪」,「鳥人伝」収録
- 『火山群』新潮社 1957
「火山群」,「北極光」,「毛髪湿度計」,「ガラスと水銀」収録
- 『蒼氷』大日本雄弁会講談社 1957 講談社ロマン・ブックス 1958, 新潮社 1967「蒼氷・強力伝」
- 『算士秘伝』講談社ロマン・ブックス 1957
「算士秘伝」,「灯明堂物語」,「千里眼」,「喧嘩祭」,「白い夏」,「吉田の馬六」,「砂丘の歌」収録
- 『吹雪の幻影』朋文堂 1957
「吹雪の幻影」,「蔵王越え」,「凍傷」,「おとし穴」,「愛鷹山」,「寒冷前線」,「山犬物語」,「強力伝」収録
- 『はがね野郎』大日本雄弁会講談社 1958
「航跡」,「特等船客」,「はがね野郎」,「虹の人」収録
- 『慶長大判』大日本雄弁会講談社 1958
「増上寺焼打」,「孤高の武人」,「異人二拾一人」,「慶長大判」,「三つの石の物語」,「怒濤の中に」,「胡桃」,「詩吟艦長」収録
- 『この子の父は宇宙線』講談社ロマン・ブックス 1958
「この子の父は宇宙線」,「反地球の人」,「宇宙人」,「夢号の墓場」収録
- 『縦走路』新潮社 1958 新潮文庫 1962
- 『風の中の瞳』東都書房 1958 (秋野卓美絵)  講談社文庫 1976　講談社青い鳥文庫 1981(池田仙三郎絵)
  - 季節風 「高校進学 中学コース 1957年4(?)月号-58年3月号連載」 の改題
- 『ひとり旅』秋元書房 1959
- 『黒い顔の男』新潮社 1959
「黒い顔の男」,「七年前の顔」,「危険な実験」,「エミの八回目の結婚」,「情事の記録」,「与論島から来た女」,「ノブコの電話」,「一万円札」,「十六歳の俳句」,「崖下の家」,「山靴」,「微笑する男」収録
- 『最後の叛乱』角川書店 1959
「火術師」,「伊賀越え」,「小笠原始末記」,「天狗火事」,「佐久間象山」,「最後の叛乱」収録
- 『冬山の掟』新潮社 1959
「冬山の掟」,「遺書」,「殉職」,「滑落」,「誤解」,「霧の中」,「四本の滑走条痕」,「助けてやった男」,「遭難者」,「山の鐘」収録
- 『チンネの裁き』中央公論社 1959 講談社ロマン・ブックス 1964, 新潮文庫「チンネの裁き・消えたシュプール」 1974, 新潮文庫 2015
- 『海流』講談社 1959 講談社ロマン・ブックス 1960, 中公文庫 1974
- 『沼 推理小説』東都書房 1960
「沼」,「執念」,「落雷」,「胡桃」,「左利き」,「石の家」,「死亡」,「勧誘員」,「窓は開けてあった」収録
- 『永遠のためいき』新潮社 1960　文春文庫 1975
「二組のパーティー」「安否」「彷徨」「白衣の女」「春のほこり」「五月の夜」「おとし穴」「盗まれた唇」「眼にしみる煙」「告白」「凍った霧」「抱擁」
- 『青い失速』講談社 1960 講談社ロマン・ブックス 1962
「うるさい眼」,「凍った文字」,「寒い朝」,「低い雲」,「霧の中」,「機首の方向」,「黄色い蝶」,「岐路」,「寒冷前線」,「捨身着陸」収録
- 『石壁の掟』新潮社 1960 新潮文庫「石壁の掟・偽りの快晴」1975
- 『絵島の日記』講談社 1960
「生人形」,「旗本奴」,「ぬけ参り」,「仏桑華」,「太田道灌の最期」,「絵島の日記」収録
- 『壷鳴り』東都書房 1961
「壺鳴り」,「おしゃべり窓」,「すっぱいくちづけ」,「現場写真」,「夕日」,「電波日記」,「死神に追われる男」収録
- 『隠密海を渡る』新潮社 1961
- 『温暖前線』集英社 1962 講談社ロマン・ブックス 1965
「へんな奴」,「風のまにまに」,「新婚旅行」,「足音が思い出の中で」,「雪渓の見える谷間」,「彷徨」,「ひとりにされた英雄」,「東京の赤い月」,「メリー女史」,「独身名簿」,「贈られた下着」,「もてすぎる」,「再会」,「コールガール」,「縁談」,「三十五年前の恋人」,「婿取競走」,「冬のいさり火」,「残された詩」,「まだ寒い春」,「一騎打ち」,「春の雨」収録
- 『雪に残した3』新潮社 ポケット・ライブラリ 1962
- 『錆びたピッケル』新潮社 1962
「錆びたピッケル」,「谷川岳幽の沢」,「気象遭難」,「非情のブリザード」,「ホテル氷河にて」,「古城」,「嘆きの氷河」収録
- 『風の遺産』講談社 1962　のち文庫
「名前を告げなかった男」「尋ね人あり」「山は人でいっぱい」「笛吹川のせせらぎ」「さぐりあい」「速達」「霧の朝」「晩秋の山」「濁った眼の女」「吹雪模様」「寝袋」「たった一日の晴れ間」「去っていく人々」収録
- 『異人斬り』集英社 1962
- 『道化師の森』講談社 1963
「連続の昼間」,「エルベの河畔」,「手紙」,「三人の重役」,「死の影が飛び越えた」,「青い目」,「霧に消えた影」,「国際電話」,「オデットという女」,「フェルミ警部」,「デマの本拠」,「一行の遺書」収録
- 『風雪の北鎌尾根』新潮社 1963
「風雪の北鎌尾根」,「薬師岳遭難」,「山雲の底が動く」,「翳りの山」,「黒い雪の夢」収録
- 『寒冷前線』朋文堂 ケルン新書 1963
「強力伝」,「山犬物語」,「寒冷前線」,「吹雪の幻影」,「蔵王越え」,「凍傷」,「おとし穴」収録
- 『神々の石壁』講談社 1963 講談社ロマン・ブックス 1965, 新潮文庫「蒼氷・神々の石壁」1974
- 『かもしかの娘たち』集英社 1964
- 『梅雨将軍信長』新潮社 1964 新潮文庫 1979
- 『消えたシュプール』講談社 1964
- 『岩壁の九十九時間』新潮社 1965
「岩壁の九十九時間」,「白い砂地」,「怪獣」,「氷雨」,「モルゲンロート」,「雨の北穂小屋」,「仏壇の風」,「新雪なだれ」収録
- 『望郷』文藝春秋新社 1965 新潮文庫 1977
- 『白い野帳』朝日新聞社 1965
- 『高校一年生』秋元書房 1965
- 『高校二年生』秋元書房 1966
- 『火の島』新潮社 1966 新潮文庫 1977
- 『まぼろしの軍師』人物往来社 1967
- 『夜光雲』講談社 1967
- 『富士山頂』文藝春秋 1967 文春文庫 1974
- 『先導者』新潮社 1968
- 『黒い雪洞』講談社 1968
「黒い雪洞」,「終章の詩人」,「春一番」,「チロルのコケモモ」,「牧草地の初雪」,「八月十五日の穂高岳」,「霧迷い」,「霧の中で灯が揺れた」,「女人禁制」
- 『槍ヶ岳開山』文藝春秋 1968 文春文庫 1977
- 『神通川』学習研究社 1968 立風書房 1971
(イタイイタイ病の原因をつきとめた萩野昇医師を描いた作品)*『[[]]
- 『まぼろしの雷鳥』講談社 1969)
「しごき」,「虻と神様」,「三億円の顔」,「筑波の仙人」,「まぼろしの雷鳥」,「岩の顔」,「近藤富士」『岩の顔』文春文庫 1976
- 『ある町の高い煙突』文藝春秋 1969
- 『孤高の人』新潮社 1969 新潮文庫　1973
- 『武田信玄』全4巻、文藝春秋 1969-1973 文春文庫 1974
- 『思い出のともしび 新田次郎青春記』秋元書房 1970
- 『笛師』講談社 1970 講談社文庫 1975
- 『山旅ノート』山と渓谷社・山渓新書 1970
- 『三つの嶺』文藝春秋 1970 文春文庫 1976
- 『霧の子孫たち』文藝春秋 1970 文春文庫 1978
- 『芙蓉の人』文藝春秋 1971
- 『昭和新山』文藝春秋 1971 文春文庫 1977
- 『赤毛の司天台』中央公論社 1971 中公文庫 1987
- 『東京野郎』三笠書房 1971
- 『八甲田山死の彷徨』新潮社 1971 新潮文庫 1978
- 『つぶやき岩の秘密』司修絵。新潮社・新潮少年文庫 1972、新潮文庫 2012
- 『凍った霧の夜に』毎日新聞社 1972
- 『北極光』二見書房 1972
- 『きつね火』大日本図書 1972
- 『六合目の仇討』廣済堂出版 1973 新潮文庫 1984
- 『栄光の岩壁』新潮社 1973 新潮文庫 1976
- 『雪の炎』光文社カッパ・ノベルス 1973 文春文庫 1980、光文社文庫 2015
- 『怒る富士』文藝春秋 1974 文春文庫 1980
- 『雪のチングルマ』文藝春秋 1974 文春文庫 1979
「雪のチングルマ」,「風が死んだ山」,「羽毛服」,「コブシの花の咲く頃」,「春富士遭難」,「赤い徽章」,「真夜中の太陽」
- 『アラスカ物語』新潮社 1974 新潮文庫 1980
- 『富士に死す』文藝春秋 1974 文春文庫 1978
- 『桜島』中公文庫 1975　短編集
- 『銀嶺の人』新潮社 1975 新潮文庫 1979
- 『犬橇使いの神様』文藝春秋 1975 文春文庫 1979
「犬橇使いの神様」,「ラットサイン」,「パパと云った少女」,「生き残った一人」,「マロニエに冬が来た」,「野付牛の老尼」収録
- 『写真集 富嶽三十六景』新潮社 1975) (文 新田次郎)
- 『空を翔ける影』光文社カッパ・ノベルス 1976 光文社文庫 1988
- 『山が見ていた』光文社カッパ・ノベルス 1976
- 『白い花が好きだ』光文社 1976
- 『聖職の碑』講談社 1976 講談社文庫 1980
- 『小説に書けなかった自伝』新潮社 1976
- 『アルプスの谷 アルプスの村』新田次郎全集 第22巻：新潮社 1976 新潮文庫 1979
全集版は「アルプスの谷 アルプスの村」,「白い野帳」,「山旅ノート」収録
- 『陽炎』毎日新聞社 1977 文春文庫 1981
- 『武田三代』毎日新聞社 1977、新版1987 文春文庫 1980、新版2006
「信虎の最期」「異説　晴信初陣記」「消えた伊勢物語」「まぼろしの軍師」「孤高の武人」「火術師」「武田金山秘史」
- 『劒岳 点の記』文藝春秋 1977 文春文庫 1981、新版2006
- 『鷲ケ峰物語』講談社 1977 講談社文庫 1982
「鷲ケ峰物語」,「谷川岳春色」,「万治の石仏」,「『妙法寺記』原本の行方」,「大地震の生霊」収録
- 『小笠原始末記』毎日新聞社 1977 文春文庫 1981
「増上寺焼打」,「異人斬り」,「小笠原始末記」,「葉鶏頭」,「訴人」,「弱い奴」,「旗本奴」,「佐久間象山」,「口」
- 『河童火事』毎日新聞社 1977 文春文庫 1981
「鳴弦の賊」,「人柱」,「河童火事」,「きつねもち」,「猿聟物語」,「武生騒動」,「寒戸の姿」,「慶長大判」
- 『先導者・赤い雪崩』新潮文庫 1977
「先導者」,「登りつめた岩壁」,「蛾の山」,「嘆きの氷河」,「谷川岳幽の沢」,「白い砂地」,「赤い雪崩」,「まぼろしの雷鳥」
- 『続・白い花が好きだ』光文社 1978 光文社文庫  1988「小説に書かなかった話: 武田信玄ほか」と改題))
- 『風雪の北鎌尾根・雷鳴』新潮文庫 1978
「吉田の馬六」「霧の中」「寒冷前線」「三つの遭難碑」「古城」「雷鳴」「黒い雪の夢」「風雪の北鎌尾根」「モルゲンロート」「雨の北穂小屋」「牧草地の初雪」「チロルのコケモモ」「風が死んだ山」
- 『アイガー北壁・気象遭難』新潮文庫 1978
「殉職」「山の鐘」「白い壁」「気象遭難」「ホテル氷河にて」「山雲の底が動く」「万太郎谷遭難」「仏壇の風」「氷雨」「アイガー北壁」「オデットという女」「魂の窓」「涸沢山荘にて」「凍った霧の夜に」
- 『冬山の掟』文春文庫 1978
「地獄への滑降」「霧の中で灯が揺れた」「遭難者」「冬山の掟」「遺書」「おかしな遭難」「霧迷い」「蔵王越え」「愛鷹山」「雪崩」
- 『珊瑚』新潮社 1978 新潮文庫、1983
- 『新田義貞』新潮社 1978 新潮文庫 1981
- 『密航船水安丸』講談社 1979 講談社文庫 1982
- 『ラインの古城』文藝春秋 1979 文春文庫 1982
- 『マカオ幻想』新潮社 1980
- 『孤愁』文藝春秋 1980 毎日新聞社 1999
明治･大正期に活動した親日家のポルトガル外交官ヴェンセスラウ・デ・モラエスを扱った未完の遺作
  - 『孤愁=SAUDADE サウダーデ』文藝春秋 2012 文春文庫 2015
未完に終わった「孤愁」を、次男藤原正彦が続きを書き完結
- 『氷原・非情のブリザード』新潮文庫 1980
「氷原」「非情のブリザード」「火山群」「虹の人」「三つの石の物語」「神通川」「風の墓場」「春紫苑物語」「高原の憂鬱」
- 『武田勝頼』講談社 1980 講談社文庫 1983
- 『遥かなる武田信玄の国』新人物往来社 1980
- 『私の取材旅行』文藝春秋 1981
- 『山が見ていた』文春文庫 1983
「山靴」「沼」「石の家」「危険な実験」「十六歳の俳句」「ノブコの電話」「死亡勧誘員」「情事の記録」「エミの八回目の結婚」「七年前の顔」「おしゃべり窓」「執念」「黒い顔の男」「胡桃」「山が見ていた」
- 『六合目の仇討』新潮文庫 1984
「六合目の仇討」「近藤富士」「関の小万」「生人形」「賄賂」「冬田の鶴」「指」「島名主」「伊賀越え」「太田道灌の最期」「仁田四郎忠常異聞」「意地ぬ出んじら」
- 『からかご大名』新潮文庫　1985ISBN 978-4101122267
短編集、駒ケ岳開山・小尾権三郎の甲斐駒ヶ岳開山を描いた、他に諏訪二の丸騒動も収録
- 『武田信玄 アルバム&エッセイ』新人物往来社 1987
- 『きびだんご侍』新潮文庫 1988
「豪雪に敗けた柴田勝家」「佐々成政の北アルプス越え」「黍団子侍」「凶年の梟雄」「明智光秀の母」「妖尼」「最後の叛乱」
- 『大久保長安』
未完。「次郎の夢まだつづく」新田次郎記念会 1992 に自筆原稿収録

### 新田次郎全集

#### 新田次郎全集 新潮社 1974-1976
第1巻

- 蒼氷
- 強力伝
- 凍傷
- 吉田の馬六
- 殉職
- 風雪の北鎌尾根
- 新雪なだれ
- 赤い雪崩
- まぼろしの雷鳥
- 春富士遭難

第2巻

- 縦走路
- 先導者
- 寒冷前線
- 白い壁
- 登りつめた岩壁
- 気象遭難
- 疲労凍死
- 雷鳴
- 薬師岳遭難
- 雪呼び地蔵
- 風が死んだ山

第3巻

- チンネの裁き
- 蛾の山
- 古城
- 谷川岳幽の沢
- 錆びたピッケル
- 消えたシュプール
- 白い砂地
- オデットという女
- 雪のチングルマ

第4巻

- 富士山頂
- 山の鐘
- 三つの遭難碑
- ホテル氷河にて
- 黒い雪の夢
- 翳りの山
- 怪獣
- 氷雨
- チロルのコケモモ
- アイガー北壁
- 凍った霧の夜に
- コブシの花の咲く頃

第5巻

- 芙蓉の人
- 霧の中
- 嘆きの氷河
- クレバス
- 山雲の底が動く
- モルゲンロート
- 仏壇の風
- 雨の北穂小屋
- 牧草地の初雪
- 魂の窓
- 涸沢山荘にて
- 赤い徽章

第6巻

- 孤高の人

第7巻

- 八甲田山死の彷徨
- 岩壁の掟
- 偽りの快晴
- 神々の岩壁
- 万太郎谷遭難
- 岩壁の九十九時間

第8巻

- 栄光の岩壁

第9巻

- 望郷
- 豆満江
- はがね野郎
- 海賊の子孫
- 贈賄
- 天国案内人
- 西沙島から蒸発した男
- 月下美人
- 生き残った一人
- 七人の逃亡兵

第10巻

- 火の島
- 孤島
- 毛髪湿度計
- 火山群
- ガラスと水銀
- 虹の人
- 桜島

第11巻

- ある町の高い煙突
- 笛師
- 昭和新山

第12巻

- 霧の子孫たち
- 怒濤の中に
- 三つの石の物語
- 神通川
- 日向灘
- 奪われた太陽
- 風の墓場
- 春紫苑物語
- 高原の憂鬱

第13巻

- 思い出のともしび
- 白い夏
- 胡桃
- 東天紅
- 筑波の仙人
- 彼岸花
- だっぺさんの詩
- パパと言った少女
- 長元坊の恋
- その手を見詰める

第14巻

- アラスカ物語
- 氷原
- 非情のブリザード
- 北方領土
- 氷葬
- 真夜中の太陽

第15巻

- 武田信玄(1) 風の巻 林の巻

第16巻

- 武田信玄(2) 林の巻(承前) 火の巻

第17巻

- 武田信玄(3) 火の巻(承前) 山の巻

第18巻

- 槍ヶ岳開山
- 山犬物語
- おとし穴
- 生人形
- 仏桑華
- 駒ヶ岳開山
- 元寇秘話
- 巴旦島漂流記

第19巻

- 富士に死す
- 鳥人伝
- 算士秘伝
- 灯明堂物語
- 時の日
- 二十一万石の数学者
- 梅雨将軍信長
- 豪雪に敗けた柴田勝家
- 佐々成政の北アルプス越え
- 女人禁制
- 赤毛の司天台
- 仁田四郎忠常異聞
- 凶年の梟雄
- 六合目の仇討
- 近藤富士

第20巻

- 隠密海を渡る
- 異人二拾一人
- 伊賀越え
- 最後の叛乱
- 絵島の日記
- 太田道灌の最期
- 指
- 首様
- 島名主
- 関の小万
- 賄賂
- からかご大名
- まぼろしの軍師
- 冬田の鶴
- 諏訪二の丸騒動（諏訪忠厚の時代の諏訪藩のお家騒動）
- 弾丸よけ竹束之介
- 意地ぬ出んじら

第21巻

- 怒る富士

第22巻

- アルプスの谷 アルプスの村
- 白い野帳
- 山旅ノート

#### 新田次郎全集: 完結版 新潮社 1982-83
第1巻

- 銀嶺の人

第2巻

- 聖職の碑
- 銀座のかまいたち
- 大地震の生霊
- マロニエに冬が来た
- 三冊目のアルバム
- 犬橇使いの神様
- 野付牛の老尼

第3巻

- 剣岳―点の記
- 風の遺産

第4巻

- ラット サイン
- ラインの古城
- 万治の石仏
- 『妙法寺記』原本の行方
- 谷川岳春色

第5巻

- 密航船水安丸
- 鷲ケ峰物語
- 恋の鳥
- マグノリーの花の下で
- 熱雲
- 山霧の告知

第6巻

- 孤愁
- カスターニーの実が落ちるころ
- 青きドナウの夢の旅
- 生き残りの勇士
- 富士、異邦人登頂
- マカオ幻想
- バンクーバーの鉄之助
- 長崎のハナノフ

第7巻

- 信虎の最期
- 異説 晴信初陣記
- 消えた伊勢物語
- 孤高の武人
- 火術師
- 武田金山秘史
- 鳴弦の賊
- 人柱
- 河童火事
- 猿聟物語
- 武生騒動
- 慶長大判
- 増上寺焼打
- 異人斬り
- 小笠原始末記
- 葉鶏頭
- 訴人
- 佐久間象山
- ぬけ参り
- 信長の悪夢
- 天狗火事
- 北条早雲秘録
- 陽炎

第8巻

- 新田義貞

第9巻

- 武田勝頼(1) 陽の巻 水の巻

第10巻

- 武田勝頼(2) 水の巻(承前) 空の巻

第11巻

- 白い花が好きだ
- 続 白い花が好きだ
- 小説に書けなかった自伝

### 関連書籍
- 藤原寛人著 地人書館『ラジオゾンデ』（1942年（昭和17年））NCID BN13814622全国書誌番号:46043561、他に雑誌記事等（国会図書館の「藤原寛人」検索結果）
- 『病める地球、ガイアの思想　汎気候学講義』 根本順吉と対話　朝日出版社・レクチャーブックス 1980年
- 藤原てい『わが夫新田次郎』新潮社、1981年4月。
- 『新田次郎の世界〈全特集〉別冊新評』 新評社 1981年
- 内藤成雄『こぶしの花: 新田次郎物語』ぎょうせい、1989年2月。ISBN 4324014876。
- 田向正健『武田信玄 大河ドラマ・ストーリー』日本放送出版協会、1988年2月。
- 藤原咲子『父への恋文: 新田次郎の娘に生まれて』山と溪谷社、2001年8月。ISBN 4635171590。同・ヤマケイ文庫、2011年
- 新田次郎記念会『新田次郎文学事典』新人物往来社、2005年2月。ISBN 4404032374。
- 山と溪谷社『よくわかる新田次郎』山と溪谷社、2012年6月。ISBN 978-4635340304。

## 映像化作品

### 映画
- 白い夏 - 1957年、日活、斎藤武市監督
- ふるさとの風 - 1959年、松竹大船、原研吉監督 (「ひとり旅」の映画化)
- 海流 - 1959年、松竹大船、堀内真直監督
- 風の中の瞳 - 1959年、松竹大船、川頭義郎監督
- 富士山頂 - 1970年、日活、村野鐵太郎監督
- 八甲田山 - 1977年、東宝、森谷司郎監督
- アラスカ物語 - 1977年、東宝、堀川弘通監督
- 聖職の碑 - 1978年、東宝、森谷司郎監督
- 劒岳 点の記 - 2009年、東映、木村大作監督
- ある町の高い煙突 - 2019年、松村克弥監督

「蛾の山」(1961)の映画化「岩棚に立つ女」が企画されたが、実現していない。

### テレビ
- つぶやき岩の秘密 1973年 NHK少年ドラマシリーズ
- 八甲田山1978年 TBSドラマ
- 武田信玄 1988年 NHK大河ドラマ
- 芙蓉の人〜富士山頂の妻 2014年 NHK土曜ドラマ

## 新田次郎を演じた俳優
- 新克利 - 流れる星は生きている(本名の藤原寛人役)
- 芦田伸介-富士山頂 (小説)